# Dipartimento di Caazapá
Il dipartimento di Caazapá è il sesto dipartimento del Paraguay, situato nella parte centro-meridionale del paese. Il capoluogo è la città di Caazapá.
Confina a nord con i dipartimenti di Guairá a Caaguazú, a est con il dipartimento dell'Alto Paraná, a sud con il dipartimento di Itapúa e a ovest con i dipartimenti di Paraguarí e Misiones.
Il territorio è attraversato da due sistemi di rilievi, la cordillera di Caaguazú prolugnamento della cordillera di Ybyturuzu e la cordillera di San Rafael, nella prima si trova un parco nazionale di 16 ettari mentre nella seconda vi è una riserva naturale nei pressi del Cerro San Rafael.
Il dipartimento è solcato da numerosi fiumi e torrenti.

## Economia
L'attività prevalente è l'agricoltura con le coltivazioni di cotone e soia, in misura minore e prevalentemente per autoconsumo si coltivano anche cassava, mais e canna da zucchero. Vi è sviluppato anche l'allevamento di bovini mentre è quasi assente l'industria fatta eccezione per una fabbrica di lavorazione del cotone.

## Divisione politica
Il dipartimento è diviso in 10 distretti: 
| Distretto                | km²   | Abitanti (2002) |  |
| ------------------------ | ----- | --------------- |  |
| Abaí                     | 2.018 | 26.175          |  |
| Buena Vista              | 133   | 5.340           |  |
| Caazapá                  | 804   | 22.372          |  |
| Doctor Moisés S. Bertoni | 691   | 4.616           |  |
| Fulgencio Yegros         | 946   | 5.958           |  |
| General Higinio Morínigo | 240   | 5.499           |  |
| Maciel                   | 404   | 3.957           |  |
| San Juan Nepomuceno      | 999   | 24.243          |  |
| Tavaí                    | 1.314 | 13.354          |  |
| Yuty                     | 1.833 | 28.003          |  |